# 張孚
張孚（1406年—？），字以誠，山東兖州府東平州人，民籍。明朝政治人物。

## 生平
山東鄉試第六名舉人。正统元年（1436年）丙辰科會試第二十六名，廷試二甲第十八名進士。

## 家族
曾祖張仲實。祖父張善甫。父張清。母王氏。具慶下。弟張厚。